# Gian Evangelista Gobio
Gianni Evangelista Gobio (Virgilio, 2 maggio 1911 – Genivolta, 23 gennaio 1945) è stato un partigiano e militare italiano.

## Biografia
Appartenente alla famiglia nobile mantovana dei Gobio, figlio di Gian Luigi e di Biancamaria Berzoni, fu educato in collegi di Brescia e di Merate. Frequentò all'Università di Bologna la facoltà d'agraria, ma optò poi per la vita militare presso la scuola allievi ufficiali di cavalleria a Pinerolo.
Dopo aver partecipato alla guerra d'Etiopia, passò alla scuola dì applicazione di Roma e quindi al Savoia Cavalleria a Milano e a Voghera. Scoppiata la Seconda guerra mondiale, verrà inviato sul fronte nordafricano da dove verrà rimpatriato in quanto gravemente ammalato. L'8 settembre 1943, era all'ospedale di Torino da dove raggiunse la famiglia a Mantova. Nel maggio del '44 prende contatto con la Resistenza, aggregandosi (come altri suoi famigliari) a formazioni partigiane della provincia virgiliana.
Evangelista Gobio fu catturato con il fratello avv. Giancarlo. La Brigata Nera di Mantova cedette la loro dimora situata a 4 Km dalla città di Mantova, al controspionaggio militare tedesco, il F.A.T. 374 (Front Aufklärung Truppe), dipendente dalle SS di Verona (gen. W. Harster). Gianni Evangelista comunque riuscì a fuggire nel trasferimento dalla camera di tortura in via Chiassi al vicino carcere di Mantova, approfittando di un allarme aereo. Continuò la lotta partigiana con i Sepral di Travagliato. Scoperto, si rifugiò presso un amico, il conte Medolago Martinengo di Villagana che lo nascose in una sua villa di campagna a Genivolta in provincia di Cremona. Una notte un gruppo di militi della Brigata Nera della zona accerchiò la casa e Gian Evangelista Gobio fu freddato a morte mentre cercava di porsi in salvo attraverso la campagna. Il corpo fu lasciato per scelta dei fascisti insepolto per alcuni giorni, fino a quando non trovò riposo nel piccolo cimitero di Genivolta. Il maresciallo Harold Alexander gli conferì il certificato di patriota combattente.